# American Buffalo
American Buffalo es una película estadounidense, dirigida por Michael Corrente y estrenada en el año 1996

## Argumento
Donny (Dennis Franz) es propietario de una misera tienda en el centro de la ciudad, donde se reúne cada día con sus dos amigos y hace planes para el futuro. Teach (Dustin Hoffman) es demasiado corto u obcecado para reconocer lo que la vida le ha dado, y no hace más que quejarse. Bobby (Sean Nelson) es un adolescente que no aprovecha las experiencias que le cuentan los otros dos y que podrían serle útiles ya que es el único de ellos que aún tiene ocasión de orientar su vida de forma positiva. De todo ello sale un plan que cada uno ve de manera diferente.

## Reparto
| Actor          | Personaje |
| -------------- | --------- |
| Dustin Hoffman | Teach     |
| Dennis Franz   | Donny     |
| Sean Nelson    | Bobby     |

## Comentario
Está basada en la obra de teatro homónima de David Mamet.

## Banda sonora
| Pista | Título                                         | Duración |
| ----- | ---------------------------------------------- | -------- |
| 1     | Buffalo Head                                   | 2:43     |
| 2     | Classical Money                                | 1:33     |
| 3     | Bobby                                          | 0:54     |
| 4     | What Kind Of This                              | 2:10     |
| 5     | Jaw                                            | 1:11     |
| 6     | Bobby Bobby Bobby Bobby                        | 1:22     |
| 7     | King High Flush                                | 1:01     |
| 8     | Nothing Out There - Thomas Newman and Rick Cox | 1:25     |
| 9     | Chump Change                                   | 1:17     |
| 10    | The Guy                                        | 1:20     |
| 11    | Tails You Lose                                 | 2:43     |
| 12    | Different Species                              | 0:33     |
| 13    | Stranded - Bill Bernstein                      | 1:08     |
| 14    | Threesome                                      | 2:24     |
| 15    | Post-Modern Eve                                | 0:46     |
| 16    | Doomed Relationships                           | 1:29     |
| 17    | Sacred Vows                                    | 1:36     |
| 18    | Concupiscence                                  | 0:49     |
| 19    | Leprechaun                                     | 2:03     |
| 20    | Drive Away                                     | 1:09     |